# Le Soler
Le Soler è un comune francese di 6 901 abitanti situato nel dipartimento dei Pirenei Orientali nella regione dell'Occitania. Appartiene al Cantone di La Vallée de la Têt.

## Società

### Evoluzione demografica
Abitanti censiti